# LD AB 1–4
Die zweiachsigen gemischtklassigen Personenwagen 1. und 2. Klasse der Gattung AB und den Nummer 1–4 kamen bei der Schmalspurbahn Landquart-Davos (LD) ab 1889 zum Einsatz.

## Geschichte
Die Schmalspurbahn Landquart–Davos AG (später Rhätische Bahn) bestellte bei der Schweizerischen Industrie-Gesellschaft (SIG) vier gemischtklassige Wagen mit Seitengang. Die ersten beiden Exemplare mit den Nummern 1 und 2 waren bereits ab der Eröffnung der Bahn 1889 im Einsatz. Wagen 3 und 4 folgten ein Jahr später. Die Fahrzeuge verfügten über zwei Abteile der 1. Klasse mit je vier Sitzplätzen und zwei Abteile der 2. Klasse mit je sechs Plätzen. Sie waren mit Petroleumbeleuchtung, Dampfheizung, Mittelpufferkupplung und automatischer Saugluftbremse ausgerüstet.
1895 nach der Namensänderung der Gesellschaft in «Rhätische Bahn» bekamen die Wagen neue Nummern. Eine weitere Umnummerierung folgte 1899 und 1909 wurden zwei Exemplare zu Wagen 2. Klasse umgebaut. Alle vier Fahrzeuge wurden 1926 ausgemustert.

### Wagenliste
| Baujahr | Wagen- nummer | Nummer ab 1895 | Nummer ab 1899 | Umbau in 1909 | Nummer ab 1911 |
| ------- | ------------- | -------------- | -------------- | ------------- | -------------- |
| 1889    | AB 1          | AB 21          | AB 21          | B 21          | B 1001         |
| 1889    | AB 2          | AB 22          | AB 22          | B 22          | B 1002         |
| 1890    | AB 3          | AB 11          | AB 101         | AB 101        | AB 101         |
| 1890    | AB 4          | AB 12          | AB 102         | AB 102        | AB 102         |